# المحجوب الراجي
المحجوب الراجي (1940 – 2019)، هو ممثل مغربي قدير، بدأ مساره الفني بالاشتغال مع فرقة محمد حسن الجندي سنة 1959 بمسرحية البايرة تلاتها مسرحية الواقعة سنة 1962، شارك في عدد من الأفلام المغربية وبعض المسلسلات. له رصيد فني محترم خصوصاً على صعيد المسرح والتلفزيون.

## من أعماله
- البايرة (مسرحية) 1959.
- الواقعة (مسرحية) 1962.
- حليب الضياف (مسرحية) 1969.
- الرسالة (فيلم) 1976.
- أفغانستان لماذا (فيلم) 1984.
- آخر طلقة (فيلم) 1995.
- من دار لدار (مسلسل) 1996.
- شوف فيا نشوف فيك (مسرحية) 1996.
- للا حبي (فيلم) 1996.
- حب المزاح (مسلسل) 1999.
- علال القلدة (فيلم) 2003.
- هنا ولهيه (فيلم) 2004.
- السمفونية المغربية (فيلم) 2006.
- نسيب الحاج عزوز (مسلسل) 2009.
- ناس الحومة 2013.
- مرحبا بصحابي (مسلسل) 2016.

## وفاته
توفي يوم الأربعاء 17 أبريل 2019 بمستشفى الشيخ زايد بالعاصمة المغربية الرباط، الذي دخله بعد أزمة صحية ألمت به، حيث أجريت له عملية جراحية.

## روابط خارجية
- المحجوب الراجي على موقع قاعدة بيانات الأفلام العربية